# Hygiejne
Hygiejne (af navnet på den græske gudinde for sundhed Hygieia) er læren om renlighed. Ordet bruges også om at gøre eller holde rent. Det omfatter rutiner til opnåelse og opretholdelse af sundhed og renhed for mennesker, dyr og andre organismer. Tidligt stod det klart, at renlighed fremmer sundheden. Overdreven hygiejne har til dels med rette, fremkaldt modstand i befolkningen. Ironisk nok af ordsproget

## Oversigt
Hygiejne går ud på at forebygge og afhjælpe angreb af mikroorganismer, bakterier og svampe. Indsatsen gælder, både når angrebet rammer mennesker, husdyr og afgrøder. Forebyggelsen består i at holde mennesker, husdyr og afgrøder adskilt fra mikroorganismerne: For det første opspores og fjernes smittekilderne, for det andet afbrydes smittevejene og for det tredje isoleres de angrebne fra de sunde.
Afhjælpning af et angreb er betydeligt vanskeligere. Først må angrebet erkendes. Dernæst må det inddæmmes, for at det ikke skal brede sig i den allerede angrebne organisme og for at forhindre, at den angrebne skal blive til en ny smittekilde. Og endelig de angribende mikrober bekæmpes.

## Forebyggende hygiejne
Gennem erfaringer har det vist sig, at en række praktiske indretninger af byer og boliger er nødvendige for at undgå smitte og epidemier. Men personlig adfærd i en række daglige situationer er mindst lige så betydningsfulde.
Fra samfundets side har indsatsen især været rettet mod at få de farlige mikrober adskilt fra befolkningens føde og vand. Til det har det været nødvendigt med gennemtænkt og koordineret håndtering af en række smittekilder.

### Husholdningsaffald
Det daglige affald må skaffes bort, før det bliver til et udklækningssted for livsfarlige organismer. Hvis det ikke sker, kan der meget hurtigt udvikle sig epidemier, hvor svage eller svækkede bliver ofre. I slumbyerne overalt på kloden er børnedødeligheden høj, og de syge og gamle bukker under for almindelige sygdomme som forkølelse og influenza. Se renovation.

### Afføring og urin
Menneskers og husdyrs affaldsstoffer kan smitte. En smittekim med urin og afføring er det afgørende at få adskilt fra drikkevand og fødemidler. Hver gang krige eller katastrofer får sundhedsvæsenet til at bryde sammen, breder mave-tarm sygdomme sig straks, fordi drikkevandet bliver forurenet. For at undgå det, føres affaldet bort gennem kloaksystemer, så det kan renses og deponeres forsvarligt. Se kloakering.

### Snavs
Snavs kan være støv, madrester og andre efterladenskaber fra mennesker og husdyr. Det er kulturbestemt, hvornår mængden af ophobet snavs i boligmiljøet, boligens anvendelse, almindelig vaner, fysisk og psykisk overskud og helt personlige standarder spiller en rolle. Når tærskelen er overskredet, vil mange reagere ved at gå i gang med rengøring.
En del af rengøring er oprydning, dvs. skabe orden. Oprydningen kan være overfladisk, hvor rodet reelt blot skjules eller flyttes til et andet sted (skabe, skuffer, pulterkammer osv.), eller den kan være grundig, så hver ting anbringes på rette plads. Rod har en tendens til at brede sig på bekostning af orden. Det er velkendt, at det kræver en indsats at genskabe (eller vedligeholde) orden. Begge dele kan ses som eksempler på Termodynamikkens 2. lov.
Den væsentligste del af al rengøring er at fjerne snavset, der er til fare for sundheden. Før opfindelsen af støvsugeren bestod rengøring i tæppebankning, fejning og afvaskning af gulve, paneler, døre, vinduer, karme osv.
Fejning kan fjerne snavs. Hvis der er opsamlende materiale som fint sand eller halm, kan snavset fjernes med det. Ulempen er, at støvet måske kan være den egentlige risiko (se husstøvmide, børneorm og miltbrand).
Effektivitet ved at vaske gulve m.m. afhænger dels af den metode, der bliver brugt, dels af den omhu, der bliver lagt i arbejdet. I dag er produkter som askelud og brun sæbe afløst af letopløselige og vellugtende midler, hvis virkning ofte er baseret på et indhold af tensider.

### Tøjvask
Oprindelig var hensigten at fjerne ubehagelig lugt fra tøjet: forharsket hudfedt, ammoniak fra urin, skatol fra afføring samt smørsyre og andre aflejringer fra sved. Ved hjælp af askelud eller ammoniakvand blev fedtstofferne forsæbet, så de kunne opløses i vand. Ved hjælp af tilført sæbe blev fedstofferne holdt i emulsion, så de ikke aflejredes på tøjet igen. Proteinpletter og farvestoffer fra frugter og drikkevarer var det vanskelige at fjerne helt, og derfor blev vasken senere suppleret med blegning. Først naturlig blegning i sollys og senere kunstig blegning med blegemidler eller optisk bedrag somblånelse.
Tøjvasken kan også bekæmpe snyltere som lus og lopper, der spreder sygdomme. På den måde virker tøjvask som hygiejne. I dag tjener tøjvask mest til at skaffe pletfrit og velduftende tøj. Den hygiejniske side af processen har mindre vægt, og derfor kan der vaskes ved en lavere temperatur med mindre skrappe vaskemidler (se sulfo).

### Personlig hygiejne
Kropsvask er den hud- og pelspleje, som de fleste dyr udfører. Pattedyr, som er særligt opmærksomme på lugtsignaler, bruger megen tid på at afsætte ”dufte” fra kirtler forskellige steder på kroppen. Disse stoffer tjener til markering af territoriet, som signal om brunst eller som markering for artsfæller.
For mennesker har kropslugte samme funktioner (se feromon), og så længe gruppen var overskueligt, var lugtene et fælles produkt. Men den koncentration af mennesker, som fulgte med overgangen til agerbrug, betød, at man var tvunget til at omgås nogen, man ikke havde gruppefællesskab med. Så blev det et led i civilisationen at skjule eller dæmpe sine lugtsignaler. Det er den anden baggrund for kropsvask.
Med tiden udviklede afvaskningen sig til vel tilrettelagte ritualer, som omtales i mange af de ældste skrifter: Illiadens omtale af rituel fodvask ved modtagelse af en vandrer eller på Bibelens fortælling om Jesu vask og salvelse af sine disciple. I oldtiden og middelalderen bragte kropsvask og badning bragte mennesker sammen, men med kristendommen og puritanismen blev det ilde set at bade og vaske sig offentligt. Pesten også kan have bidraget til at fjerne lysten til fællesbad.
I dag er kropsvask næsten altid ensbetydende med brusebad eller karbad. Den oprindelige afvaskning markeres som udsædvanlig ved et udtryk som "etagevask", der antyder karakteren af nødløsning. Kropsvask foregår ved hjælp af tempereret vand, vellugtende sæbe eller sulfo, og den følges måske op af en indsmøring i creme og påføring af deodorant (eller – om nødvendigt – antiperspirant). Således rustet går nutidens mennesker dagen i møde sikkert forvisset om, at de har styr på alle de pattedyragtige signaler.
Der ses af og til advarsler om, at renligheden er ved at tage overhånd: det naturlige fedtlag forsvinder fra kroppen og den kommer let til at fryse og påføres alle mulige, naturlige eller kunstige stoffer og giver allergier og tør eller sart hud. Der er dog ingen tvivl om, at grundig kropshygiejne er et middel til at forebygge smitte og sygdomme.
Håndvask
Det har vist sig, at hænderne er én af de smitteveje, som oftest bringer betændelser, diarrhoeer og influenza'er videre. Det er i princippet en god ting at holde hånden for munden, når man nyser eller hoster, for det bremser de mange smittebærende mikrodråber. Derimod er det ikke så godt, at man derefter bruger samme hånd til at hilse med, tage i dørhåndtag med eller anrette mad med. Dvs. i praksis bør man i stedet for at nyse i hånden altid nyse i ærmet ved albuen, hvor armen bøjer. Særdeles effektivt og uden de alvorlige smitterisici som brug af hånden medfører. Yderligere er det et problem, at så mange lader være med at vaske hænder efter toiletbesøg, for det medfører, at de, som omhyggeligt har vasket hænder, nu må røre ved det dørhåndtag, som den uvaskede hånd har overført smitte til. Endelig er det problematisk, at smitte kan overføres fra hænderne til maden under tilberedning og anretning – eller i værste fald overføres fra ubehandlede fødevarer til hænderne og derfra tilbage til varmebehandlede, "sikre", madretter.
Derfor lægger sundhedsmyndighederne stor vægt på håndvask som det vigtigste led i en forebyggende hygiejne, og vel at mærke en grundig, omhyggelig og gennemført afvaskning:
1. Før handvask fjernes alle ringe, armbåndsure, armbånd eller kunstige negle.
2. Håndvask bør også foretages efter brug af engangshandsker.
3. Håndvask indledes med, at hænderne gøres rigtigt våde
4. Hænderne vaskes i sæbe i mindst 15 sekunder.
5. Husk også håndrygge, tommelfingre, håndled og mellemrummene mellem fingrene.
6. Negle renses grundigt med sæbe og negebørste – også på oversiden langs kanten af neglene og ved negleroden.
7. Hænderne skylles omhyggeligt i vand for at fjerne alle sæberester, som snavs og smittekim sidder i.
8. Hænderne tørres omhyggeligt i et rent, blødt materiale.
9. Hænderne kan eventuelt efterbehandles med et egnet hudplejemiddel.

Det anbefales at vaske hænder
- Når man har fået jord på hænderne.
- Før man går i gang med at lave mad.
- Mens man laver mad, dvs. hver gang man skifter fra en proces til en anden.
- Før man spiser.
- Når man har været på toilettet.
- Når man har hjulpet andre med toiletbesøg.
- Når man har pudset næse, nyst eller hostet.
- Når man har sat snavset vasketøj til vask.[2]

Mundhygiejne

### Fødemiddelsikkerhed
- Drikkevandsforsyning
- Fødevarehygiejne – jord til bord
- Køkkenhygiejne

## Tiltag ved sygdom og epidemier
- Isolation

- Karantæne
- Desinficering
- Bekæmpelse af vektorer
- Kirurgiske indgreb
- Medicinske indgreb
- Livsreddende behandling
- Registrering
- Kontrol
- Tilsyn